# Agnita
Agnita (en hongrois Szentágota, en allemand Agnetheln) est une ville du județ de Sibiu.
Marquée par la cohabitation pluriséculaire des communautés roumaines, hongroises et allemandes et située dans la région historique de la Transylvanie, au cœur de la Roumanie, dans un cadre naturel particulier (entre les collines boisées qui bordent la vallée de Hartibaciu), elle garde encore l'ambiance médiévale de la vieille cité saxonne, animée par les voix des enfants appelés par la clochette de l'école de l'enceinte.[réf. nécessaire]

## Démographie
Lors du recensement de 2011, 84,02 % de la population se déclarent roumains, 2,7 % comme hongrois, 1,61 % comme roms et 1,0 % comme allemands (5,58 % ne déclarent pas d'appartenance ethnique et 0,05 % déclarent appartenir à une autre ethnie).

## Politique
| Parti | Parti                                                 | Sièges |
| ----- | ----------------------------------------------------- | ------ |
|       | Parti social-démocrate (PSD)                          | 6      |
|       | Parti national libéral (PNL)                          | 4      |
|       | Union nationale pour le progrès de la Roumanie (UNPR) | 2      |
|       | Parti Mouvement populaire (PMP)                       | 2      |
|       | Alliance des libéraux et démocrates (ALDE)            | 1      |
|       | Parti de la Grande Roumanie (PRM)                     | 1      |
|       | Indépendant                                           | 1      |